# Ангелочек
«Ангелочек» — рождественский рассказ Леонида Андреева, впервые опубликованный в газете «Курьер» (1899, 25 декабря, № 356) с посвящением Александре Михайловне Велигорской (1881—1906), ставшей в 1902 году женой Андреева.
Сюжет рассказа позже был использован А. Блоком в стихотворении «Сусальный ангел» (1909—1911).

## Творческая история
Замысел рассказа, оформленный в виде плана, относится ко второй половине сентября 1899 года. Черновые материалы свидетельствуют о значительной работе, проделанной Андреевым над этим небольшим по объёму и простым по фабуле произведением. Первая из сохранившихся редакций датирована 11—16 ноября 1899 года.
По воспоминаниям родственницы писателя З. Н. Пацковской, рассказ имеет автобиографическую основу: «Ёлка эта была у нас, и наверху был восковой ангелочек; Леонид все на него смотрел, потом взял его себе (моя мать ему его подарила), и когда лёг спать, то положил его на горячую лежанку, и он, конечно, растаял. Было ему в это время лет 8. Но в рассказе кое-что переиначено. Там выводится мальчик из бедной семьи. Леониду же отец и мать делали обыкновенно свою роскошную ёлку». Это подтверждается и тем, что в первоначальном наброске фамилия семьи, пригласившей героя на ёлку, совпадает с фамилией родственников писателя — Пацковские.

## Герои

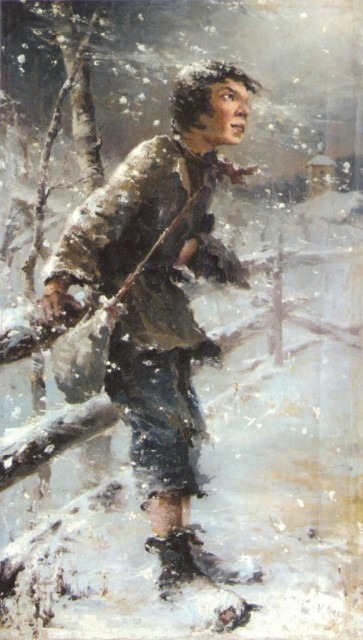
«Беспризорник», Н. Фешин. 1890-е годы

- Сашка, 13 лет, гимназист. «<…> так как Сашка обладал непокорной и смелой душой, то он не мог спокойно отнестись ко злу и мстил жизни. Для этой цели он бил товарищей, грубил начальству, рвал учебники и целый день лгал то учителям, то матери, не лгал он только одному отцу».
- Феоктиста Петровна, мать Сашки, которая бьёт его и заставляет стоять на коленях из-за своих провинностей. После исключения сына из гимназии перестала его кормить. «И всем, с кем ни приходилось говорить жене Ивана Саввича, она жаловалась, что нет у неё на свете таких врагов, как муж и сын: оба гордецы и статистики». Часто выпивает водку.
- Иван Саввич, отец Сашки. В отличие от матери, после исключения сына из гимназии пытался как-то кормить сына. Раньше пил, но перестал из-за ухудшения здоровья.
- Коля Свечников, «самый маленький» из Свечниковых. «У него были белые волосы, подрезанные на лбу и завитками спадавшие на плечи, и голубые удивлённые глаза, и по всему своему виду он принадлежал к мальчикам, которых особенно преследовал Сашка».
- Мария Дмитриевна Свечникова.
- Софья Дмитриевна, сестра Марии Дмитриевны.

## Сюжет
I. Главного героя рассказа — Сашку — перед Рождеством выгнали из гимназии. В пятницу, накануне Рождества, Свечниковы, знакомые Ивана Саввича, которые устроили мальчика в гимназию, пригласили Сашу на ёлку. Мальчик не хотел идти («А к этим чертям я не пойду. Жирны больно станут, если ещё я к ним пойду»), но его всё же уговорили родители.
II. У Свечниковых Саша вместе с другими детьми ждал в детской, пока ему покажут ёлку. Когда мальчик зашёл в комнату и увидел ёлку, он почувствовал, что она «была чуждой ему, враждебной, как и столпившиеся вокруг неё чистенькие, красивые дети, и ему хотелось толкнуть её так, чтобы она повалилась на эти светлые головки». «<…> Сашка <…> думал, что у него есть отец, мать, свой дом, а выходит так, как будто ничего этого нет и ему некуда идти». В один момент он «увидел то, чего не хватало в картине его жизни и без чего кругом было так пусто, точно окружающие люди неживые». Это был восковой ангелочек. «Сашка не сознавал, какая тайная сила влекла его к ангелочку, но чувствовал, что он всегда знал его и всегда любил, любил больше, чем перочинный ножичек, больше, чем отца, и больше, чем всё остальное». Саша решил заполучить ангелочка, он стал просить его у хозяйки дома, Марии Дмитриевны. Она долго отказывалась, но когда мальчик встал на колени и начал её упрашивать, согласилась. Получив ангелочка, он заплакал и замер в чувстве неземной радости: «Казалось, что когда нежные крылышки ангелочка прикоснутся к впалой груди Сашки, то случится что-то такое радостное, такое светлое, какого никогда ещё не происходило на печальной, грешной и страдающей земле». «И в этот короткий момент все заметили загадочное сходство между неуклюжим, выросшим из своего платья гимназистом и одухотворённым рукой неведомого художника личиком ангелочка».
III. Саша пришёл домой. Ангелочек преобразил отца и сына. Они решили повесить его около печки и легли спать. Ангелочек растаял.
Произведение заканчивается строчками: «В завешенное окно пробивался синеватый свет начинающегося дня, и на дворе уже застучал железным черпаком зазябший водовоз».

## Оценка

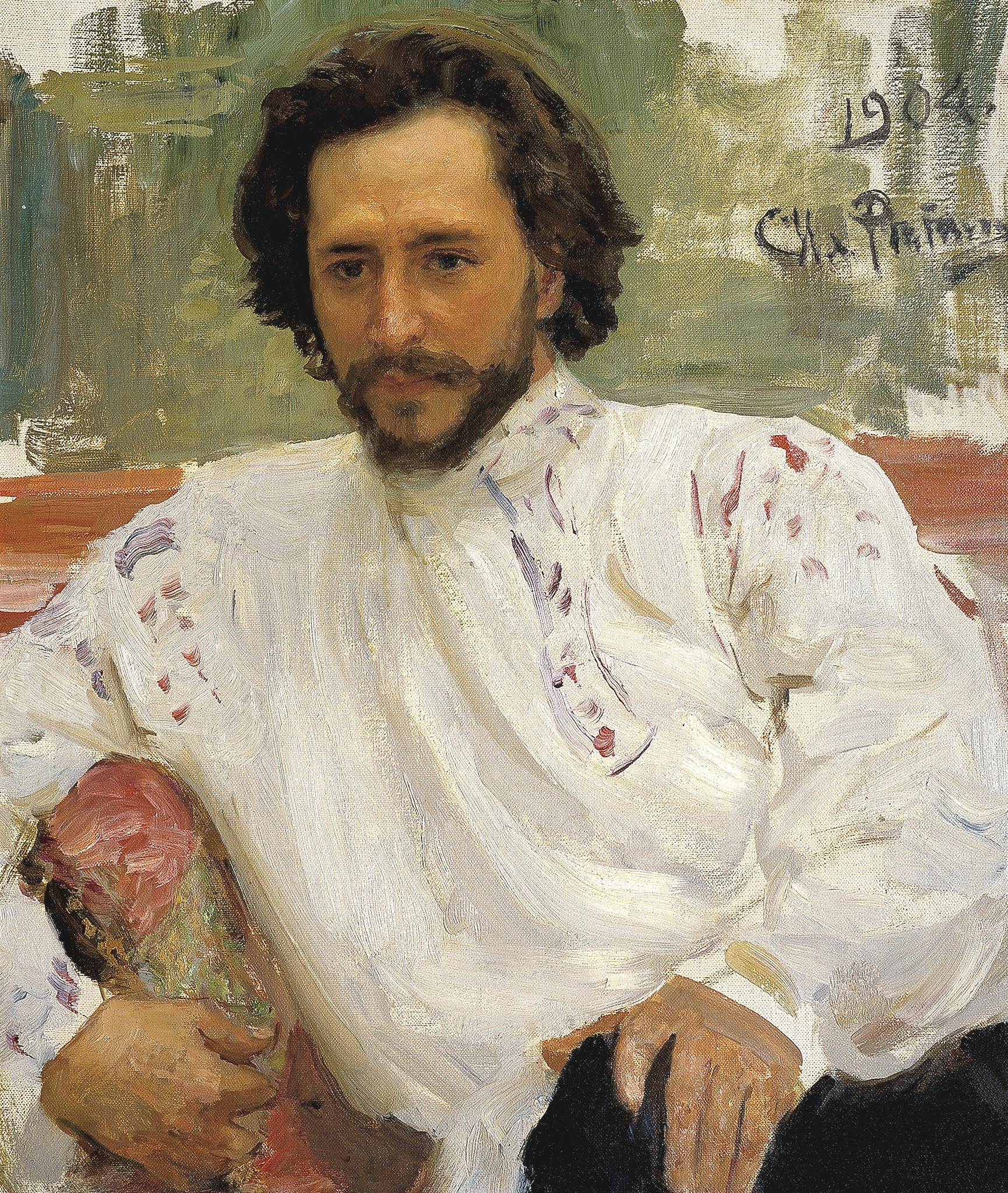
Портрет Л. Андреева кисти И. Репина, 1904 год

Андреев сам расценивал этот рассказ как некий новый этап в творчестве. Об этом свидетельствуют записи в его дневнике. В рождественскую ночь 25 декабря 1899 года он отмечает: «<…> сегодня вышел „Ангелочек“, пожалуй, более крупный. Эти рассказы ставят меня в ряды недюжинных молодых беллетристов. <…>». В записи от 5 января 1900 года он продолжает эту тему: «„Ангелочек“ имел крупный успех. <…> Между прочим: моё посвящение рассказа А.М. наделало много шуму, вызвало много разговоров и заставило А.М. сиять и проявлять по отношению ко мне некоторую нежность».
В письме Андрееву от 2—4 апреля 1900 года «Ангелочек» был выделен М. Горьким как один из лучших ранних рассказов.
Автор одного из первых печатных отзывов, В. Шулятиков, рассматривая образы рассказа в свете значимых, по его мнению, собственно андреевских мотивов, отмечает: «Окружённые странными, загадочными, таинственными, непонятными явлениями герои Леонида Андреева проникаются чувством ужаса к жизни <…> Этим трепетом ужаса охвачен и отец Сашки, лежащий в своём тёмном углу, одинокий и молчаливый, погружённый в бесконечные размышления; он вечно думает именно об „ужасе человеческой жизни“».
Критик «Мира Божьего», говоря о том, что у Андреева «пошлый случай превращается в общечеловеческую драму, полную глубокого смысла и внутреннего значения», назвал «Ангелочка» «повестью о двух, не знающих любви и ласки существах», в душах которых восковая фигурка будит «всю неутолимую жажду счастья».
Иное мнение выразила Е. Колтоновская, которая писала, что от чтения рассказа «получается впечатление ходульности, утрировки и выдумки <…>. У заброшенного, огрубевшего мальчика пробуждается прирождённый идеализм при виде красивой вещицы, олицетворявшей идею вечного добра, что, конечно, должно было растрогать всех присутствующих… Уж чего, кажется, проще! И при чём тут „веяние человеческого счастья“ и весь этот приподнятый тон? <…> Так же ходулен и неестественен разговор Сашки с отцом по возвращении домой». Во многом солидарен с ней М. Неведомский. «Отношения Сашки и его отца к восковому „ангелочку“ <…> грешат тем же недостатком», — указывает критик, имея в виду отмеченные им ранее «преднамеренность, искусственность, даже манерность» андреевских рассказов. Далее, характеризуя основную мысль рассказа, он отмечает: «Идея слишком ясна: она напоминает Ростановскую „Принцессу Грезу“ — это роль идеала, мечты, даже не осуществимой, мечты как стимула жизни».
По мнению Н. К. Михайловского, фигура Сашки Андрееву не удалась. «Надо сказать, что в грубости Сашки автор пересолил, это грубость ненастоящая, деланная». Но в целом критик весьма высоко оценил «Ангелочка», указывая на его глубоко гуманистический пафос: «Автор не рассказал нам, что почувствовали отживший старик и неживший мальчик, когда, проснувшись, увидели, что сталось с ангелочком. Автор, заставивший Сергея Петровича пережить картину его собственных похорон, рассказавший много и других страшных вещей, затруднился изобразить муки этих людей, для которых на мгновение мелькнул в аду луч света, никогда не виданный мальчиком, давно забытым стариком. Не потому ли опустил здесь автор занавес, что пробуждение старика и мальчика должно оказаться страшнее всякой смерти?». В. Кранихфельд полемизирует с подобной трактовкой финала: «Мы думаем, напротив, что способность отогревать сердце даже в лучах иллюзий, которые, подобно ангелочку, очень скоро теряют свою привлекательность, — весьма ценная способность, которою дорожат люди. Что ангелочек растаял, — это, конечно, обидно, но в возмездие за эту утрату остаётся воспоминание о тех чудных минутах, которые он успел нам дать, — что же тут страшного?».
Как «особенно привлекательное повествование» оценил «Ангелочка» Е. Жураковский, который отмечал: «В этом рассказе чувствуется влияние рассказов Достоевского, с его мягким и любвеобильным изображением жизни детей, например в „Неточке Незвановой“. Родство душ усиливается гнётом обстановки, и гармония любви пронизывает чувство зрителей жизни этих заброшенных людей»
Н. Д. Урусов считает, что в «Ангелочке» отразились наиболее сокровенные мысли писателя. Воспроизводя эпизод душевного единения Сашки и отца около ангелочка, опираясь на цитату из рассказа: «что-то <…> сливало воедино сердца и уничтожало бездонную пропасть, которая отделяет человека от человека и делает его таким одиноким, несчастным и слабым», критик утверждает: «В этих последних словах г. Андреева — ответ всем его бессильным, одиноким людям, страдающим и униженным. Вот это „что-то“ в их чувстве, великое и необходимое, только и может дать счастье и силу человеку. Без этого общения — вечная пропасть, отделяющая человека от человека».
Н. Геккер выделяет «Ангелочка» среди прочих рассказов Андреева о детях, и его трактовка в чём-то перекликается с мнением Кранихфельда: «Пусть и „ангелочек“ — оказался кусочком воска перед лицом пробудившихся, но он уже своё дело сделал и примирил старика с настоящим, а мальчика перенёс в другую жизнь, которая возможна и принадлежит ему по праву. И кто знает, какую жизнь создаст Сашка и какой жизни будет он учить других: поэтому „Ангелочек“ будет историей очень печальной и безутешной на первый взгляд. Но, по существу, она не мрачна и не внушает нам безверия, ибо идеал не мягкий воск, тающий у отдушины печи, а на самом деле тот несокрушимый гранит, о который разбиваются все силы материальных преград, в том числе и обольщения эстетического свойства и личного благополучия, и угрозы физического воздействия».
И. П. Баранов, говоря об «Ангелочке», отмечает, что «в этом произведении уже открыто и резко [в отличие от других ранних рассказов о детях] звучит своеобразная авторская тенденция, выраженная в символической фигурке ангелочка и порой заставляющая художника прибегать к натяжкам и нарочитости при изображении душевных перипетий юного героя. „Ангелочек“, таким образом, не столько правдивый рассказ из детской жизни, сколько уже вполне определившаяся художественная проба авторского миросозерцания и настроения. <…> Последняя страница этого очерка производит прямо-таки неизгладимое впечатление по глубине проникновения в страдающую и тоскующую душу человека». Полемизируя с интерпретацией финала Н. Геккером, он вопрошает: «Вдумчивый читатель! Что значат после этого трагического испарения иллюзорного идеала уверения критика, что вся эта история с ангелочком „по существу, не мрачна и не внушает нам безверия, ибо идеал не мягкий воск <…>, а гранит“? <…> Разве не ясно, как светлый солнечный день, что Сашка не из тех немногих избранных, которые во имя какого-то призрачного идеала <…> шествуют всю жизнь по тернистому пути возвышенного нравственностью альтруизма! Сашка обладал непокорной и смелой душой и в тринадцать лет мстил жизни всеми примитивными средствами, бывшими в его распоряжении. Это волчонок, которого мог победить только, одухотворённый ангелочек! И не будущего адепта высокой общественной морали должны мы предполагать в нём после страшного пробуждения от мирного сна и фантастических грёз, а хищного волка, с кровожадным инстинктом пустыни, который будет сильно мстить так лицемерно обманувшей его жизни… И в Сашкином ангелочке, и в Петькиной даче г. Андреев хотел нам доказать всю иллюзорность, всю обманчивость этих пресловутых „гранитных“ идеалов».
П. С. Коган также интерпретирует рассказ в свете своей общей концепции андреевского творчества, утверждая, что уже в первом его абзаце автором поставлены проблемы, которые станут излюбленными «в последующих рассказах и трагедиях вплоть до наших дней. Личность и мир противостоят друг другу, их интересы непримиримы, моё „я“ не желает делать того, что называется жизнью. Это „я“ не принимает жизни. Сашка и окружающее — несоизмеримые величины. С этой ницшеанской и штирнеровской антитезой мы будем встречаться в каждом новом рассказе Андреева <…> В этих незамысловатых строках небольшого рассказа уже чувствуется будущий Андреев, хотя в „Ангелочке“ ещё не поставлены мировые проблемы. В этих простых строках вы уже прочтёте то решение вопроса, которое останется всегда единственным для Андреева. И как просто это сказано! „Так как ему было тринадцать дет и он не знал всех способов, какими люди перестают жить, когда захотят…“ Ведь так пишут только тогда, когда относительно способа решения возникших вопросов нет никаких сомнений, когда в душе уже все ясно. Смерть для сознательного существа — единственный нормальный выход из противоречий жизни. Если бы Сашка не был так юн, если бы он уже достиг полного сознания, то разве можно сомневаться в том, что он покончил бы жизнь самоубийством. Кто же из нормальных людей станет добровольно жить? — как будто хочет сказать Андреев своей фразой, — только недоразумением или недостатком сознания объясняется то обстоятельство, что люди продолжают жить и выполняют требования враждебной им жизни». В том же ключе трактуется финал рассказа: «Надежда тоскующей о Боге души осталась обманутой, и, утром, проснувшись, маленький человек, который ещё только начинал жить, уже встанет и обратится к неведомому с тем же криком „скажи!“, с которым до сих пор стучится Л. Андреев перед железными вратами вечности».
А. Блок в статье «Безвременье», говоря о разрушении устоявшегося мира (статья писалась в 1906 году), сожалел об исчезнувшем «чувстве домашнего очага». Праздник Рождества был «высшей точкой этого чувства». Теперь же он перестал быть «воспоминанием о Золотом веке». Люди погрузились в затхлый мещанский быт, в «паучье жильё». Это — реминисценция из Достоевского: Свидригайлов («Преступление и наказание») предполагал, что Вечность может оказаться не «чем-то огромным», а всего лишь тесной каморкой, «вроде деревенской бани с пауками по углам». «Внутренность одного паучьего жилья, — писал Блок, — воспроизведена в рассказе Леонида Андреева „Ангелочек“. Я говорю об этом рассказе потому, что он наглядно совпадает с „Мальчиком у Христа на елке“ Достоевского. Тому мальчику, который смотрел сквозь большое стекло, ёлка и торжество домашнего очага казались жизнью новой и светлой, праздником и раем. Мальчик Сашка у Андреева не видал ёлки и не слушал музыки сквозь стекло. Его просто затащили на ёлку, насильно ввели в праздничный рай. Что же было в новом раю? Там было положительно нехорошо. Была мисс, которая учила детей лицемерию, была красивая изолгавшаяся дама и бессмысленный лысый господин; словом, все было так, как водится во многих порядочных семьях, — просто, мирно и скверно. Была „вечность“, „баня с пауками по углам“, тишина пошлости, свойственная большинству семейных очагов». Блок уловил в «Ангелочке» ноту, сблизившую «реалиста» Андреева с «проклятыми» декадентами. Это — «нота безумия, непосредственно вытекающая из пошлости, из паучьего затишья».
В своей книге, посвящённой детской теме в русской литературе, В. В. Брусянин выделяет среди андреевских произведений «Ангелочка», где «в особенности глубоко затронута детская психология». Сашка — «незаурядная личность. Он даже поэт. Из всей разнохарактерной группы детей, бывших на ёлке у Свечниковых, только он один сумел опоэтизировать воскового „ангелочка“ <…> приблизил к себе символ той красоты и справедливости, которых недоставало в действительной жизни». Брусянин считает, что «судьбой Сашки Андреев открывает целую кампанию против условий воспитания и обучения в наших средних школах», имея в виду написанные позже «курьерские» фельетоны, посвящённые гимназии («Он умер, бедный Экстемпоралий», «Мой герой», «Весна», «Лето» и др.).

## Издания
«Ангелочек» дал заглавие сборнику рассказов Андреева, переведённых на английский язык Г. Бернштейном (Нью-Йорк, 1915).
При жизни автора рассказ был переведён на немецкий (1903 дважды, 1905), болгарский (1903, 1904, 1912), шведский (1903, 1906), польский (1904), хорватский (1904, 1907 дважды, 1908 дважды), чешский (1904, 1916), финский (1905), французский (1905), румынский (1908), японский (1908, 1909, 1913), английский (1910, 1915 трижды, 1916), сербский (1913), итальянский (1919) языки и на идиш (1912).